# Mario Moretti (Archäologe)
Mario Moretti (geboren am 28. Mai 1912 in Rom; gestorben am 16. Januar 2002 ebenda) war ein italienischer Klassischer Archäologe und Etruskologe.

## Leben
Mario Moretti war der Sohn des Klassischen Archäologen Giuseppe Moretti, der ab 1920 zunächst Inspektor, ab 1923 Soprintendente der Soprintendenza delle antichità delle Marche e dell’Abruzzo und Direktor des Nationalmuseums in Ancona war. Dort wuchs Mario Moretti auf, bis er mit seinen Eltern 1930 nach Rom zurückkehrte, wo sein Vater die Soprintendenza von Latium und die Leitung des Museo Nazionale Romano übertragen bekommen hatte. In Rom nahm Mario Moretti ein Studium an der geisteswissenschaftlichen Fakultät der Universität La Sapienza auf, an der er 1936 bei Giulio Quirino Giglioli die Laurea erhielt. Seine Dissertation über das Stadtzentrum von Ancona wurde 1945 in der Reihe Italia romana: Municipi e Colonie publiziert. Auf seine Studienzeit ging eine lebenslange Freundschaft zu den Archäologen Carlo Pietrangeli – später Generaldirektor der Vatikanischen Museen – und Massimo Pallottino zurück. Von 1936 bis 1939 setzte er sein Studium und die Ausbildung für den Antikendienst an der Scuola di Archaeologia in Rom fort.
Zur 2000-Jahr-Feier des Geburtstages des Kaisers Augustus im Jahr 1938 kuratierte er den der Medizin gewidmeten Ausstellungsbereich im Rahmen der Mostra Augustea della Romanità. Im gleichen Jahr verschaffte ihm sein akademischer Lehrer an der Universität Rom, Pietro Romanelli, eine befristete Stelle bei der Direktion der Ausgrabungen von Civitavecchia und Tolfa, wo er mit Raniero Mengarelli die Funde aufarbeitete und für die Publikation der Ausgrabungsergebnisse zu Caere vorbereitete.
Während des Zweiten Weltkriegs war Mario Moretti ab 1941 Soldat im Rang eines Leutnant, geriet in Algerien in Kriegsgefangenschaft und beteiligte sich nach dem Sturz Mussolinis an der Befreiung Italiens. Hierfür erhielt er nach Ende des Krieges das Croce al merito di guerra. Im Jahr 1945 erhielt er eine Anstellung am Museo Nazionale Etrusco di Villa Giulia in Rom, wurde dann Inspektor in Cerveteri, dem antiken Caere, 1951 schließlich Leiter der dortigen Ausgrabungen. In den 1950er Jahren gehörte Mario Moretti zum Kreis der Archäologen, die die Soprintendenza dell’Etruria Meridionale aufbauten. Zugleich war er ab 1957 in die von Renato Bartoccini initiierte Umgestaltung und Erweiterung der Villa Giulia eingebunden.
In diesen Jahren nahm er an archäologischen Untersuchungen in Tarquinia, Tolfa, Allumiere, Bracciano, Blera und weiteren Orten teil. Nahe Blera untersuchte er auch die kleine etruskische Niederlassung, die unter dem modernen Namen San Giovenale bekannt wurde. Hier entwickelte sich eine lang anhaltende Zusammenarbeit mit dem Svenska Institutet i Rom, die sich am etruskischen Fundort Acquarossa fortsetzte und durch den Besuch des schwedischen Königs Gustav VI. Adolf geehrt wurde.
Mit Unterstützung der Fondazione Carlo M. Lerici begann er 1957 auch seine Ausgrabungen in den etruskischen Nekropole von Cerveteri und der Monterozzi-Nekropole von Tarquinia. Zudem führte er Prospektionen durch, die grundlegend für die Kenntnis des etruskischen Siedlungskerns von Tuscania waren. Im Jahr 1961 folgte Mario Moretti als Soprintendente Renato Bartoccini in der Leitung der Soprintendenza dell’Etruria Meridionale. Hier entwickelte er ein dezentrales System der Altertümerverwaltung, der Sicherung und Erschließung der antiken Hinterlassenschaften. Kernelement war die Errichtung einer ganzen Anzahl an Museen, die dem etruskischen Museum in der Villa Giulia, das nun unter seiner Leitung stand, zur Seite gestellt wurden. Hierzu zählen: das Museo nazionale Cerite in Cerveteri, das Museo archeologico nazionale di Civitavecchia, das Museo nazionale archeologico di Vulci, das Museo nazionale dell’Agro Falisco, zudem zahlreiche Antiquarien. Das Museo archeologico nazionale di Tarquinia und das Museo archeologico nazionale di Viterbo erfuhren bedeutende Erweiterungen. 
Die Sammlung der Villa Giulia wurde um die bedeutenden Funde aus Pyrgi – zusammen mit Massimo Pallottino legte er hier die mythologischen Reliefs von Tempel A und die Goldbleche von Pyrgi frei – und Vulci bereichert. Die zahlreichen, unter seiner Soprintendenz untersuchten Ausgrabungsgelände wurden der Öffentlichkeit zugänglich gemacht. Nachdem er 1977 vom Posten des Soprintendente in den Ruhestand verabschiedet worden war, widmete er sich der Leitung des Museo Civico di Viterbo und des Museo Archeologico di San Severino, das heute unter dem Namen seines Vaters bekannt ist: Museo archeologico Giuseppe Moretti.
Anlässlich seines Todes fand 2003 ein Kolloquium statt, das Grab 5591 aus der Monterozzi-Nekropole trägt seinen Namen.